# Province de Hohenzollern
1850–1947
Entités précédentes :
- Hohenzollern-Sigmaringen
- Hohenzollern-Hechingen

Entités suivantes :
- Wurtemberg-Hohenzollern

Le pays de Hohenzollern (en rouge) au sein du royaume de Prusse (en blanc).

Les pays de Hohenzollern (en allemand : Hohenzollernsche Lande) étaient une province du royaume puis de l'État libre de Prusse. Ils ont été créés en 1850 par la fusion des principautés de Hohenzollern-Sigmaringen et de Hohenzollern-Hechingen après que ces deux États indépendants eurent été annexés par la Prusse, et a été dirigé par la branche protestante de la famille des Hohenzollern. 
Le 7 décembre 1849, par le traité de Berlin, les princes Charles-Antoine de Hohenzollern-Sigmaringen et Constantin de Hohenzollern-Hechingen cèdent leurs principautés au roi Frédéric-Guillaume IV de Prusse.
Le 20 février 1850, les ratifications sont échangées.
Le 12 mars 1850, Frédéric-Guillaume IV promulgue la loi qui incorpore les deux principautés au royaume de Prusse et, par lettre-patente, en prend possession.
Le Hohenzollern n'est pas une province proprement dit.
La Constitution de l'État libre de Prusse l'exclut de la liste des provinces mais prévoit sa représentation au Conseil d'État (Staatsrat) créé « pour la représentation des provinces dans la législation et l'administration » de l'État libre. Le Hohenzollern n'était pas représenté au Reichsrat.
Le dernier recensement de 1939 a fait état du nombre de 74 000 habitants ; la capitale était Sigmaringen. En 1945, la province est placée dans la Zone d'occupation française, puis en 1946, l'administration militaire française la regroupe avec le sud de l’ancienne république populaire de Wurtemberg pour former le Land de Wurtemberg-Hohenzollern. Depuis 1952, le Hohenzollern fait partie du Land de Bade-Wurtemberg.

## Territoire
Le Hohenzollern comprenait :
- La principauté de Hohenzollern-Sigmaringen, avec :
  - Les territoires acquis par le recès de la Diète impériale, à savoir :
    - La seigneurie de Glatt (aujourd'hui, quartier de Sulz am Neckar) ;
    - Les couvents d'Inzigkofen, de Klosterbeuren (aujourd'hui, partie de Babenhausen) et de Holzhiem (aujourd'hui, quartier de Göppingen) ;

  - Les territoires acquis par le traité de Paris créant la confédération du Rhin, à savoir :
    - Les seigneuries d'Achberg et de Hohenfels, dépendantes de la commanderie d'Altshausen ;
    - Les couvents de Wald et de Habstall ;
    - Les seigneuries de Gammertingen et de Hetlingen ;
    - Les territoires médiatisés suivants :
      - Les seigneuries de Trochtelfingen, de Jungnau (aujourd'hui, quartier de Sigmaringen) et de Strassberg ;
      - Le bailliage d'Ostrach ;
      - La partie de la seigneurie de Moeskirck située à la gauche du Danube ;
- La principauté de Hohenzollern-Hechingen, avec :
  - Les territoires acquis par le recès, à savoir :
    - La seigneurie de Hirschlatt ;
    - Le couvent de Stetten (aujourd'hui, quartier de Hechingen).

## Politique

### Hauts présidents
- 1850: Adolph von Spiegel-Borlinghausen (de)
- 1850–1851: Anton von Sallwürk (de)
- 1851–1852: Ludwig Viktor von Villers (de)
- 1853–1859: Rudolf von Sydow (de)
- 1859–1862: Karl Theodor Seydel
- 1862–1864: Hermann von Graaf (de)
- 1864–1874: Robert von Blumenthal (de)
- 1874–1887: Hermann von Graaf (de)
- 1887–1893: Adolf Frank von Fürstenwerth (de)
- 1894–1898: Franz von Schwartz (de)
- 1898–1899: Karl Friedrich von Oertzen
- 1899–1919: Franz von Brühl (de)
- 1919–1926: Emil Belzer
- 1926–1931: Alfons Scherer (de)
- 1931–1933: Heinrich Brand (de)
- 1933–1940: Carl Simons (de)
- 1940–1941: Hermann Darsen (de)
- 1941–1942: Hans Piesbergen (de)[4]
- 1942–1945: Wilhelm Dreher (de)